# Lekker met de meiden (lied)
Lekker met de meiden is een Nederlands lied van zangeres Merel Baldé, beter bekend als MEROL. Het is de tweede single van Baldé en werd op 27 juli 2018 uitgebracht bij het platenlabel Ammehoela. Het lied zorgde voor de doorbraak van Baldé haar muziek carrière.
Bij het uitbrengen van het lied verscheen op diezelfde dag een videoclip op YouTube, die werd geregisseerd door Isabelle Griffioen. Aan de videclip leverde meerdere bekende vrouwen hun medewerking, waaronder actrices Sarah Bannier en Eline van Gils en voetbalsters Rocky Hehakaija en Zoï van de Ven.
Het lied wist op 17 november 2018 binnen te komen op plek 85 in de Nederlandse Single Top 100 en bleef uiteindelijk vier weken in deze lijst staan. Daarnaast belande het lied aan het einde van het jaar op de vierde plek van 'Song van het jaar 2018' van radiozender NPO 3FM, dat ondanks het lied niet in de keuzelijst was opgenomen om op te stemmen.

## Parodie
In oktober 2020 kwam Baldé in samenwerking met cabaretduo Van der Laan & Woe met een parodie op dit lied, deze verscheen onder de naam Lekker met Joe Biden en bracht ze ten gehore in het BNNVARA-programma Even tot hier. Met het lied riep ze tijdens de Amerikaanse presidentsverkiezingen in 2020 op om op Joe Biden te stemmen.